# Tomáš Kmeť
Tomáš Kmeť (* 1. Dezember 1981 in Poprad, Tschechoslowakei) ist ein slowakischer Volleyballspieler.

## Karriere
Kmeť spielt seit 1994 Volleyball. Zunächst wurde er in einem Internat ausgebildet, bevor er zu Petrochema Dubová ging und 2001 die nationale Meisterschaft gewann. In der Saison 2003/04 spielte er für Gwardia Breslau, ehe er innerhalb der polnischen Liga zu Mostostal Kędzierzyn wechselte. 2006 verpflichteten die aon hotVolleys Wien den Slowaken, mit dem sie 2007 und 2008 zweimal die österreichische Meisterschaft gewannen. Anschließend war Kmeť ein Jahr lang beim italienischen Zweitligisten Castellana Grotte, ehe er nach Wien zurückkehrte. 2010 kam er in die deutsche Bundesliga zu Generali Haching. Dort gewann er den DVV-Pokal und sammelte weitere Erfahrungen in der Champions League. Mit der slowakischen Nationalmannschaft gewann er 2008 und 2011 die Europaliga. Bei der Europameisterschaft kam das Team als Gruppensieger ins Viertelfinale, wo es dem Titelverteidiger Polen unterlag. Anschließend wechselte Kmeť als zweitbester Blocker der Bundesliga zu den Berlin Recycling Volleys, mit denen er 2012, 2013 und 2014 Deutscher Meister wurde. 2016 gewann er den DVV-Pokal, den CEV-Pokal und die Deutsche Meisterschaft. Danach beendete Kmeť seine Karriere.